# سحلب أرجواني
السحلب الأرجواني (باللاتينية: Orchis purpurea) نوع نباتي ينتمي إلى جنس السحلب من الفصيلة السحلبية.

## الموئل والانتشار
موطن هذا النوع المغرب العربي وتركيا والقوقاز ومعظم مناطق أوروبا.

## مرادفات للاسم العلمي
- (باللاتينية: Orchis brachiata Gilib. [Invalid])
- (باللاتينية: Orchis fusca Jacq.)
- (باللاتينية: Orchis fusca var. idiocrana C.Morren)
- (باللاتينية: Orchis fusca var. obcordata Wirtg.)
- (باللاتينية: Orchis fusca var. rotundata Wirtg.)
- (باللاتينية: Orchis fuscata Pall.)
- (باللاتينية: Orchis × hybrida var. jacquinii (Godr.) Nyman)
- (باللاتينية: Orchis jacquinii Godr.)
- (باللاتينية: Orchis lokiana H.Baumann)
- (باللاتينية: Orchis maxima K.Koch)
- (باللاتينية: Orchis militaris Hornem.)
- (باللاتينية: Orchis militaris var. fusca (Jacq.) Tinant)
- (باللاتينية: Orchis militaris var. purpurea (Huds.) Huds.)
- (باللاتينية: Orchis moravica Jacq.)
- (باللاتينية: Strateuma grandis Salisb.)